# Garde suisse
Pour les articles homonymes, voir Gardes suisses (France) et Suisse (homonymie).

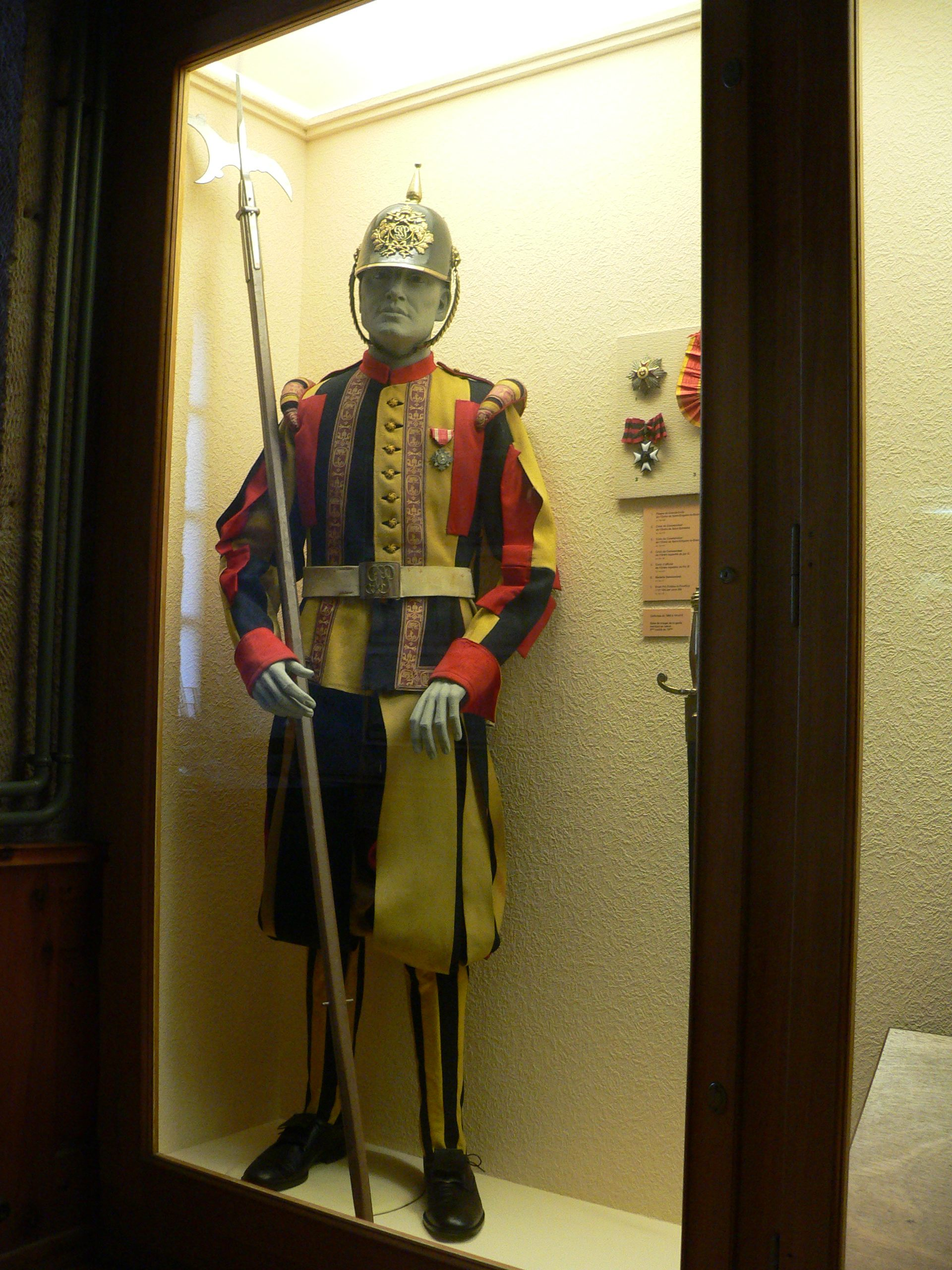
Garde suisse du Vatican avec sa « hallebarde au long fer ».

La Garde suisse est une unité militaire de mercenaires suisses, employée sous forme de contrats de louage, par des souverains pour leur protection ainsi que pour la garde de leurs résidences. On trouve ces gardes auprès de nombreuses cours européennes à partir du XVe siècle jusqu'au XIXe siècle, par exemple en France, en Autriche, en Savoie, ou encore à Naples.
Il faut distinguer les gardes suisses des régiments réguliers de Suisse (mercenaires également), qui combattaient pour les différentes puissances européennes et n'étaient pas généralement appelés « gardes suisses ». En outre, le terme « garde suisse » fait aujourd'hui très souvent uniquement référence à la seule garde suisse encore existante, la Garde suisse pontificale.

## Généralités
Le recrutement de ces troupes d'élite proches du pouvoir était particulièrement sélectif. Les unités de la garde avaient le pas sur les régiments suisses ordinaires. Officiers et soldats jouissaient de privilèges et leur solde était relativement élevée.

## France

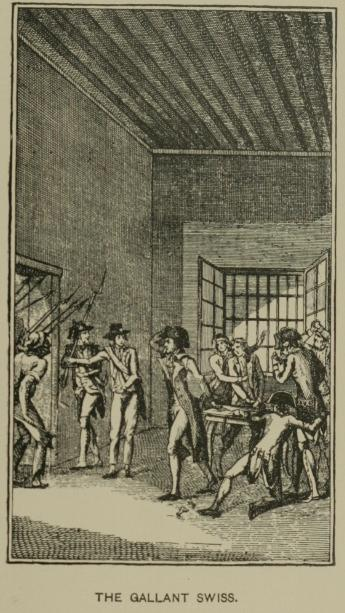
Garde suisse à la cour de France, portant une redingote à basque avec des parements, revers et retroussis de différentes couleurs selon le régiment, haut de guêtres, souliers à boucle et bicorne.

### Avec FrançoisIer
François Ier, successeur de Louis XII, combat dans le Milanais pour le reprendre. Le duc de Milan paie les gardes et les soldats suisses pour se défendre. Les Français et les Suisses se rencontrent à Marignan en 1515, où les Suisses sont vaincus après avoir bravement résisté à l'attaque des chevaliers français. Le Roi de France reconquiert donc le Milanais.
Le 29 novembre 1516, à la suite de sa victoire, François Ier signe à Fribourg la « paix perpétuelle » avec les cantons suisses : il n'y aura plus de guerre entre le royaume de France et la Confédération des XIII cantons et par le traité de Genève le 7 novembre 1515, seuls le roi de France et le pape pourront avoir des mercenaires suisses. Toujours effectif aujourd'hui pour le Vatican, cet accord a été appliqué jusqu'en 1792 pour la France. Guillaume Froelich devint colonel général des Gardes suisses du roi de France après sa victoire à la bataille de Cérisoles en avril 1544.

### Ancien Régime
En 1573, Charles IX de France institua les gardes suisses. En 1616, Louis XIII de France organisa les gardes suisses en régiments.
Dans la maison militaire du roi, les Gardes françaises avaient la prééminence sur les Gardes suisses dont le statut était inférieur. Ils portaient un uniforme rouge rehaussé de bleu. Ils percevaient une solde double. Lors de la journée du 10 août 1792, ils défendirent le roi et le palais des Tuileries. La presque totalité fut massacrée par la foule, après avoir, sur ordre de Louis XVI, cessé le feu et déposé les armes. Certains gardes suisses qui furent tués lors de la prise des Tuileries, furent inhumés à la chapelle expiatoire à Paris (aujourd'hui square Louis-XVI).
La maison du Roi comprenait un corps de soldats suisses appelés gardes suisses ou Cent-Suisses.

## Uniforme
L'uniforme de gala (en) a varié au cours des siècles,. Actuellement, il s'agit d'un pourpoint façonné en pointe, orné jusqu'au guêtres d'un motif rayé à larges bandes rouges, jaunes et bleues (le bleu et le jaune sont les couleurs de la famille Della Rovere à laquelle appartenait Jules II, le rouge a été ajouté par son successeur Léon X, un Médicis). Il n'a pas été dessiné par Michel-Ange pendant la Renaissance comme le veut la légende, mais est l'œuvre de Jules Repond (1853-1933), commandant de la Garde de 1910 à 1921, qui s'inspira en 1914 des fresques de Raphaël. Le motif alterne un bleu nuit avec un jaune canard, d'où émerge le rouge sang du sous-vêtement. Les pantalons sont bouffants, l'uniforme est surmonté d'une collerette blanche à soufflets. Les uniformes sont créés sur mesure et bénis par le pape pour chaque garde. Quand l'un d'eux finit son service, son uniforme doit être détruit au hachoir afin d'éviter toute utilisation frauduleuse ou abusive. Seuls les hallebardiers, les vice-caporaux et les caporaux portent cet uniforme très voyant, les sous-officiers supérieurs (sergents et sergent-major) portent un pantalon cramoisi et un pourpoint noir, tandis que l'uniforme des officiers est entièrement cramoisi.
L'uniforme se porte avec un béret de type « alpin » ou avec un casque léger à deux pointes aux bords relevés : le morion, orné d'un panache en plumes d'autruche, de faisan ou de héron et frappé du chêne, emblème de la famille Della Rovere. Le morion des hallebardiers et des sous-officiers est surmonté d'une plume rouge, tandis que celle ornant les casques du sergent-major et du colonel sont blanches, les autres officiers en portent une de couleur violet foncé.
L'uniforme complet, qui n'est requis que pour les grandes occasions (comme la prestation de serment), constitue un puzzle de 154 pièces.

## En Autriche
La Garde suisse créée en 1581 par Charles III, duc de Lorraine, a servi le duc François-Stephane, compensé par le Grand-duché de Toscane en 1737, à Florence et, couronné empereur du Saint-Empire romain germanique en 1745, en Autriche. Leur mission prit fin en 1767 à Vienne.

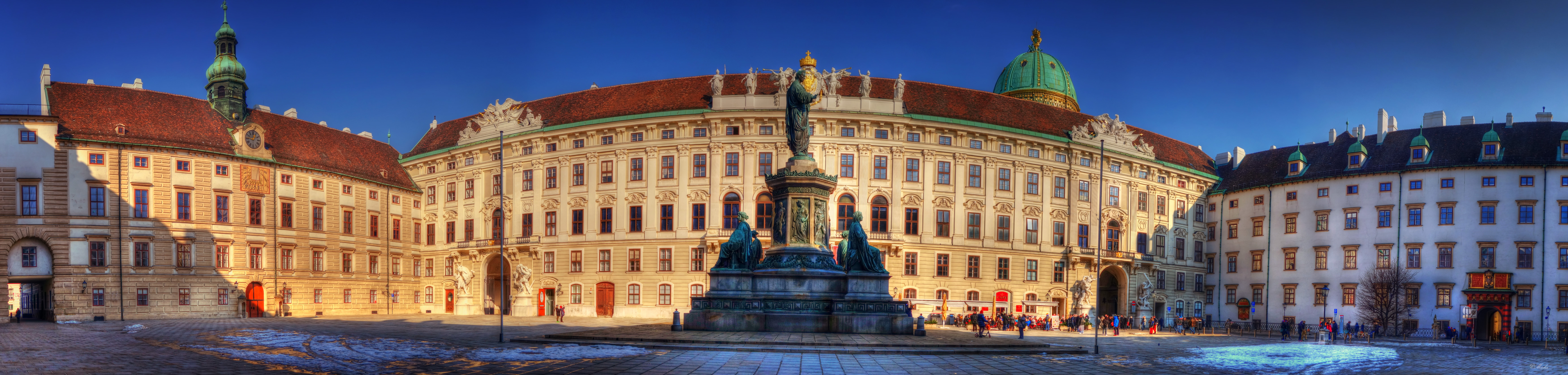
Cour interne de la Hofburg avec porte nommée Schweizertor (à droite) et statue de l'empereur Franz II.

## Dans les États pontificaux

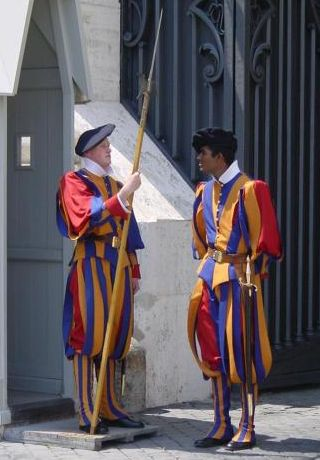
Gardes suisses pontificaux.

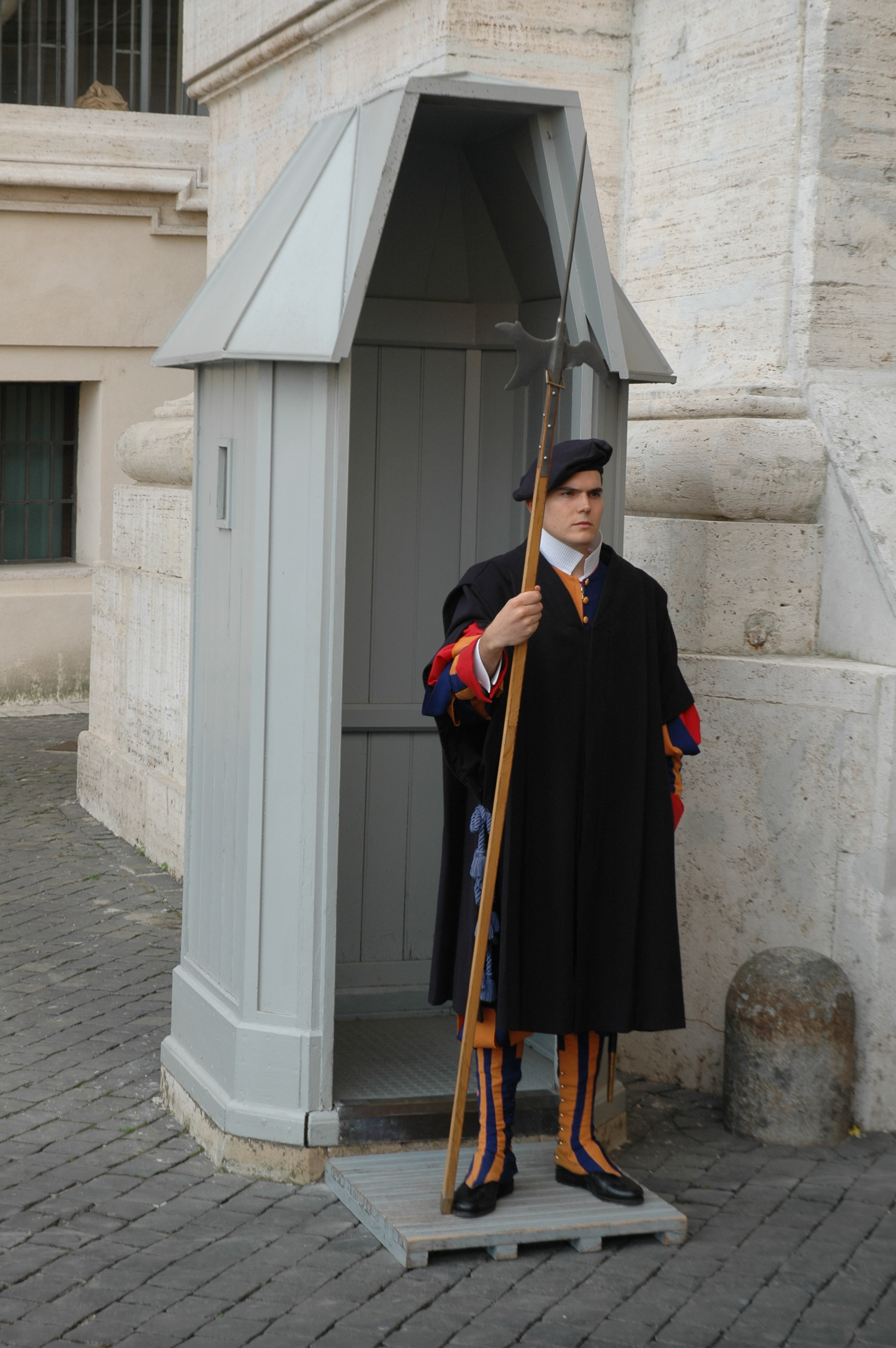
Garde suisse en uniforme, portant le manteau hivernal

La Garde suisse pontificale est chargée de veiller à la sécurité du Pape, du Palais Apostolique et des entrées du Vatican. Elle est la dernière Garde suisse encore existante et il s'agit de la 2ème plus petite armée du monde (derrière la Compagnie des Carabiniers du Prince) depuis 2018 ; année de l'augmentation de son effectif (110 ho à 135 ho) décidée par le Pape François. Mais elle reste la plus ancienne armée du monde encore en activité.

## Musées

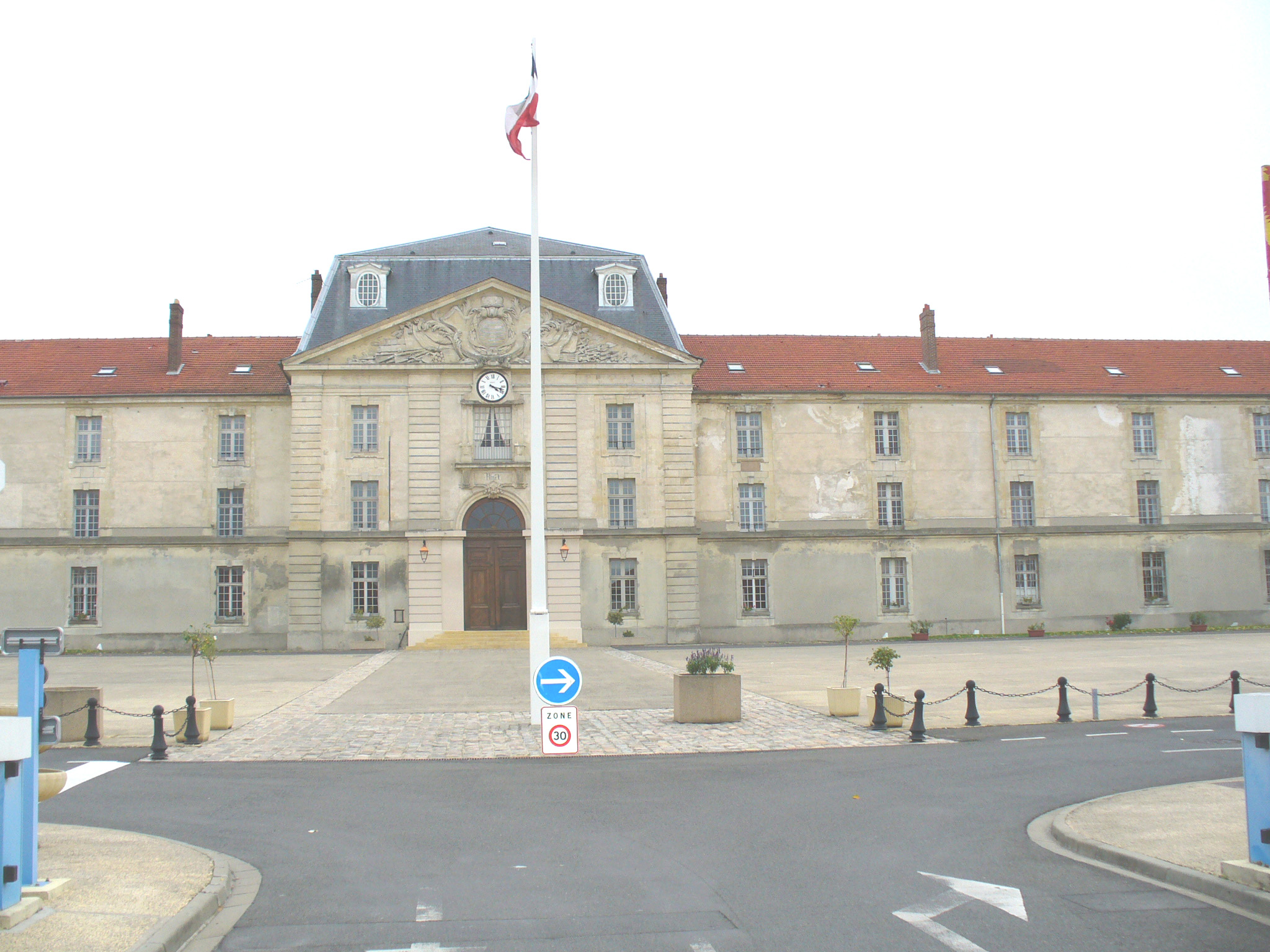
Caserne des gardes suisses à Rueil-Malmaison.

- Musée des Gardes suisses à Rueil-Malmaison (France)
- Musée suisse (consacré à la Garde pontificale  )à Naters (Suisse)